# نهاية إيفانجيليون
نهاية إيفانجيليون (新世紀エヴァンゲリオン劇場版 Air/まごころを、君に Shin Seiki Evangerion Gekijō-ban: Air/Magokoro o, Kimi ni)، هو فيلم أنمي خيال علمي من عام 1997 قام بتأليفه وإخراجه هيدياكي أنّو، أُصدِر كخاتمة لمسلسل الميكا التلفزيوني، نيون جينيسيس إيفانجيليون.
الفيلم مقسم إلى حلقتين، كل حلقة مع عنوانين منفصلين، ياباني وإنجليزي: الحلقة 25': "الهواء" (エア Ea) / «الحب مدمر» (بالإنجليزية: Love is Destructive)‏، والحلقة 26': "قلبي الخالص لك" (まごころを、君に Magokoro o, Kimi ni) / «شيء أخير آخر: أنا أحتاجك» (بالإنجليزية: ONE MORE FINAL: I need you)‏. الحلقتان تستبدلان على نحو فعال الحلقتين الأخيرتين الجدليتين بقصة أكثر «ارتباطاً بالعالم الحقيقي» لذروة القصة الرهيبة. اقترحت غايناكس في البداية عنونة الفيلم إيفانجيليون: البعث 2.
تلقى فيلم نهاية إيفانجيليون آراء متقطبة في البداية، مع حصول الفيلم على جائزة الأنمي الكبرى من أنيميج عام 1997 (من بين الجوائز الأخرى) وتعليقات متدرجة من المحببة إلى المبغضة. بعد عقد من إصدار الفيلم، لا تزال التعليقات متقطبة للغاية.

## القصة

### الحلقة 25': «الحب مدمر»
في بداية الفيلم، شينجي إيكاري، المرتعب بسبب موت كاورو ناغيسا، ذهب لطلب المساعدة من أسكا لانغلي سوريو المصابة بالغيبوبة. لكن، بعد إزاحة لباسها بالخطأ، قام شينجي بالاستمناء بينما هو واقف بجانبها.
مع موت الملائكة وانكشاف خيانة غيندو إيكاري، أرسلت سيلي قوات الدفاع الذاتي الإستراتيجية اليابانية (JSSDF) للتسلل داخل الجيوفرونت والاستيلاء على نيرف. أُطلق سراح ريتسكو أكاغي لتقوم بتثبيت جدار حماية على نظام حواسيب ماجي في نيرف من أجل إحباط محاولة اختراق. دخلت الـJSSDF مقر نيرف وقتلت معظم العاملين هناك، مع إعطاء الأولوية للاستيلاء على وحدات الإيفا وقتل قوادها.
أمرت ميساتو كاتسراغي بنقل أسكا إلى قمرة قيادة الوحدة-02 ووضع الإيفا في قاع بحيرة قريبة، قبل أن تقوم بإنقاذ شينجي المشلول من قوات الـJSSDF. مصممة على جعله يقود الوحدة-01، أوصلت ميساتو شينجي إلى مصعد لإيصاله إلى الإيفا، لكنها أُصيبت بجروح قاتلة بعد تعرضهما لهجوم من قبل جنود آخرين. بعد إقناع شينجي ليقوم بقيادة الإيفا مجدداً، قامت ميساتو بتقبيل شينجي ودفعه داخل المصعد. مع أنفاسها الأخيرة، تساءلت ميساتو إن كان كاجي يظن أنها قامت بالعمل الصائب.
عندما قرر غيندو بأن نهاية نيرف محتومة، قام باستعادة ريه أيانامي واتجه إلى دوغما النهائية لبدء الاصطدام الثالث. في الوقت ذاته، أعادت أسكا تشغيل الوحدة-02 بعد إدراكها بأن والدتها «كانت دائماً معها» داخل الإيفا. دمرت أسكا القوات البرية والجوية التابعة للـJSSDF بسهولة، إلا أن كابل الطاقة الخارجية للوحدة-02 قُطع أثناء المعركة. أرسلت سيلي إيفا الإنتاج المتسلسل إلى الجيوفرونت لتهاجم الوحدة-02.
في دوغما النهائية، قابلت ريتسكو غيندو وريه، ناوية تدمير مقر نيرف لمنع غيندو من تنفيذ خططه. على أي حال، فقد أُلغيت أوامرها من قبل كاسبر، أحد الحواسيب الرئيسية في نظام ماجي وفي الأساس أمها. بعد إدراك خيانة أمها لها من أجل الحب، قام غيندو بقتل ريتسكو. في الوقت ذاته، في قفص إطلاق الإيفا، لم يكن شينجي قادراً على مساعدة أسكا بعد اكتشافه بأن الإيفا قد غُطيت بالباكيليت المقوى. بالرغم من انتصارها في البداية، إلا أن أسكا والوحدة-02 قد قتلتا على أيدي إيفا سيلي.
لاحقاً، اخترقت الوحدة-01 الباكيليت المغطي لها بنفسها. مع شينجي داخل قمرة القيادة، خرجت الإيفا من حطام مقر نيرف وصعدت نحو الجيوفرونت. مذعوراً من منظر إيفا الإنتاج المتسلسل وهي تحمل أحشاء الوحدة-02، صرخ شينجي.

### الحلقة 26': «شيء أخير آخر: أنا أحتاجك»
في دوغما النهائية من جديد، حاول غيندو الاندماج مع ريه للبدء بالاصطدام الثالث؛ لكن ريه تولت القيام بذلك واتحدت مجدداً مع ليليث، الملاك الثاني المصلوب. شكّل الاثنان كائناً مضيئاً سريع النمو بجلد ليليث وجسم ريه. قامت إيفا الإنتاج المتسلسل بصلب الوحدة-01 وبدأت الطقوس للشروع في الاصطدام الثالث، وبدأ شينجي يُجن مع مشاهدته للتحولات الغريبة التي تمر بها وحدات الإيفا. ريه/ليليث العملاقة خرجت من الجيوفرونت في وجه شينجي، متحولة إلى شكلي كاورو وريه.
بعد مشاهد عديدة من التفكر، بما فيها مواجهة عنيفة وسريالية مع أسكا، يقرر شينجي بأنه وحيد وغير مرغوب فيه وأن على جميع البشر أن يموتوا. في المقابل، كونت ريه/ليليث حقل A.T. مضاد على نطاق الكوكب يقوم بإلغاء جميع حقول A.T. التابعة للبشر ويسبب تحلل أجسادهم إلى LCL، دم ليليث والحساء البدائي الذي نشأت كل أنواع الحياة منه. بدأت أرواح البشر تُمتَص نحو بيضة ليليث، وهي كرة ضخمة مظلمة تمسكها ريه/ليليث، بينما هي تكبر إلى حجم هائل.
بينما الأرواح تشكل كياناً متمماً واحداً، سلمت ريه/ليليث زمام الأمور مرة أخرى لشينجي. معاناته ووحدته العاطفية تحثه على القبول بهذه الهيأة الجديدة، لظنه بأن السعادة غير موجودة في العالم الواقعي. بعد سلسلة من التأملات الباطنية والمناجيات الفردية، أدرك شينجي أن من الضروري العيش مع الآخرين، وأن تعيش يعني أن تواجه الفرح وكذلك الحزن. أُلغي الاصطدام الثالث وتفتتت ريه/ليليث وماتت، محررة حقل A.T. المضاد مما يسمح للكائنات المتفرقة بالعودة إلى الحياة إن أرادوا. تشكل شينجي وأسكا مجدداً من بحر LCL معاً على شاطئ، مع مشهد رأس ريه/ليليث المقطوع والمظاهر الكارثية.

## الإنتاج
المعنى الغامض لنهاية مسلسل الأنمي ترك العديد من المشاهدين والنقاد مشوشين وغير مقتنعين. ربما كانت الحلقتان الأخيرتان القسم الأكثر جدلاً من المسلسل الجدلي بالفعل واستقبلتا كمعيبتين وناقصتين من قبل العديد. على كل حال، أنّو ومساعد المخرج كازويا تسوروماكي دافعا عن كمال النهاية الفني.
أطلقت غايناكس المشروع لإنتاج نهاية فيلمية في 1997، أولاً بإصدار الموت والبعث كخلاصة مقتبسة من الشخصية موجزة بشكل كبير وإعادة تعديل لمسلسل الأنمي (الموت) والنصف الأول من النهاية الجديدة (البعث، الذي كان من المخطط له أن يكون النهاية الكاملة، لكن لم يُنتهى منه بسبب القيود المالية والوقتية). أُكمل المشروع لاحقاً في السنة نفسها وأُصدر كـنهاية إيفانجيليون: الحلقة 25': الهواء باستعمال النص الأصلي المعد للحلقة 25 من المسلسل الأصلي ويشكل 2/3 من الفيلم السابق، البعث.
مؤدية صوت ريتسكو، يوريكو ياماغوتشي، واجهت صعوبات ملحوظة في إيصال رد شخصيتها ريتسكو على غيندو إيكاري بدون معرفة ما قاله غيندو (حيث ضمن أنّو أن ذلك الجزء من نص غيندو كان غير مسموعاً). أوصلت ياماغوتشي بنجاح النص بعد أن أُعطيت تلميحاً من أنّو.
من بين الصورة المستخدمة في الفيلم كانت بعضها رسائل كره وتهديدات بالموت (بما فيها رسوم على جدران مقر غايناكس) وكذلك رسائل مديح أُرسلت إلى أنّو.

## الموسيقى
الموسيقى التصويرية لـنهاية إيفانجيليون ألفت من قبل شيرو ساغيسو. يبرز الفيلم بشكل ملحوظ اختيارات من موسيقى يوهان سباستيان باخ طوال الفيلم. للحلقة 25' العنوان الياباني الهواء، مسماة إثر الهواء على الوتر G المعزوفة خلال الحلقة. من بين القطع الأخرى المضمنة تركيبة التشيلو ر. 1 في G الكبرى (I. المقدمة)، جيسو، بهجة رغبة الرجال (منسوخة للبيانو وعُزفت لاحقاً مرة أخرى آلات وترية في ائتمانات النهاية)، وكانون باتشيلبيل.
من بين موسيقى الإدخال "Komm, süsser Tod" (تعال، أيها الموت الجميل)، أغنية مبتهجة (تظهر في الفيلم في بداية الواسطة)، «ثاناتوس -إن لم أستطع أن أكون ملكك»، التي أُديت في كل من ائتمانات النهاية وائتمانات الحلقة 25' (الأغنية مقتبسة من «ثاناتوس»، وهي موسيقى خلفية استخدمت في المسلسل). أغنية أخرى، «كل شيء قد حلمتَ به»، سُجلت من أجل الفيلم من قبل نفس المغني (أريان) كـ"Komm, süsser Tod"، لكن لم تستعمل وأضيفت لاحقاً إلى ألبوم الموسيقى التصويرية امتناع إيفانجيليون.

## تفسير النهاية
في المشهد الأخير من نهاية إيفانجيليون، انفصل شينجي وأسكا عن بقية الوجود البشري. حاول شينجي خنق أسكا، لكنه توقف في النهاية وانهار باكياً بعد أن لمست وجهه. علقت بطاقة D-88 من بانداي كارداس 1998 على المشهد:
«نبذ شينجي العالم حيث كل القلوب اجتمعت في واحد وقلبت بعضها بعضاً بدون قيود. رغبته... في العيش مع 'الآخرين'—القلوب الأخرى التي قد ترفضه أحياناً، وقد تنكره أيضاً. لهذا كان أول شيء فعله قبل العودة إلى حواسه هو وضع يديه على عنق أسكا. ليحس بوجود 'آخر'. ليتحقق من الرفض والنكران.»
معنى المشهد الأخير مبهم، وكان جدلياً. وفقاً لحلقة من مسلسل الأنمي الياباني أنمي ياوا الذي بُث في 31 مارس 2005 على قناة إن إتش كيه الفضائية، كانت سطر أسكا الأخير مكتوب في البداية «أنا لا أريد أبداً أن أُقتل على يديك من بين الجميع، على الإطلاق!» أو «أنا لن أدعك تقتلني أبداً.» («أنتا نانكاني كوروساريرو نووا مابّيرا يو!») لكن أنّو كان مستاءً تأدية ميامرا لهذا السطر. في النهاية، سألها أنّو سؤالاً يصف ما كان يريده لهذا المشهد:
«بشأن المشهد الأخير الذي اعتمدناه، فأنا لست متأكدة ما إذا كان علي التحدث بهذا الشأن في الحقيقة. في النهاية سألني أنّو 'ميامرا، فقط تخيلي أنك نائمة في سريرك وتسلل غريب إلى غرفتك. يمكنه اغتصابك في أي وقت وأنت نائمة لكنه لم يفعل. بدل ذلك، استمنى وهو ينظر إليك، عندما تستيقظين وتعلمين عما فعله بك. ما تظنين نفسك قائلة؟' كنت أفكر به كشخص غريب، لكن في تلك اللحظة شعرت بالاشمئزاز. لذا أخبرته بأني شعرت 'بالتقزز.' بعدها تنهد وقال 'مثل ما فكرت فيه.'»
تيفاني غرانت، ممثلة صوت أسكا في الدبلجة الإنجليزية، أدلت بالتصريح التالي:
«الترجمة الأكثر انتشاراً للسطر الأخير من إي أوه إي [نهاية إيفانجيليون] هو» أشعر بالغثيان، «لكن أماندا وين-لي (ممثلة صوت ريه أيانامي بالإنجليزية ومديرة نهاية إيفانجيليون) قالت أنها سألت العديد من المترجمين، وشعرت بأن» مقزز" كانت التحويل الأدقّ. يمكنكم القول بأنها كانت مشمئزة من/تشعر بالغثيان من الوضع أو من شينجي نفسه. توضيحي المفضل رغم ذلك، هو هذا: زوجي، مات غرينفيلد، أدار المسلسل التلفزيوني وهو على دراية بسلسلة إيفا كاملة. قال مات بأنه بالرغم من أن (مبتكر إيفا) هيدياكي أنّو بدا كأنه يغير رأيه بتكرارية بشأن ما تعنيه الأشياء المتنوعة في إيفا، قال أنّو بأن كلام أسكا عن شعورها "بالغثيان" كان إشارة إلى غثيان الصباح. الآن ''هذا'' يعطيكم شيئاً لتفكروا فيه، أليس كذلك! بالطبع، أنّو حماسي نوعاً ما في فكرة أن كل شخص يجب أن يقرر بنفسه أو بنفسها عما تعنيه إيفا له/لها."
البعض يقولون أنه بالرغم من النهاية الكئيبة، فنتائج الواسطة ليست دائمة. كلا ريه ويوي أراحا شينجي وأخبراه أن البشر يستطيعون استعادة أنفسهم للوجود الجسدي إن أرادوا ذلك، بالاعتماد على القوة داخل قلوبهم. من الافتراضات أن أسكا هي إحدى أول من شكلوا أنفسهم في الحقيقة من جديد. بطاقة تجارة لإيفانجيليون أخرى تبين:
«في بحر LCL، تمنى شينجي عالماً مع الآخرين. رغب في لقائهم مجدداً، وإن عنى ذلك أنه قد يُؤذى أو يُخان. وتماماً كما أمُل/تمنى، أسكا كانت حاضرة في العالم الجديد. فقط أسكا كانت هناك بجانبه. الفتاة التي أُوذي من قبلها، والتي آذاها هو. لكن مع ذلك، فقد كانت الشخص الذي أمل به/تمناه....»
كان من المثير للجدل ما إذا كان نهاية إيفانجيليون مخططاً له ليوسع ويعيد سرد الحلقتين 25 و26 أو ليستبدل نهاية المسلسل التلفزيوني بالكامل بأخرى مختلفة؛ مع تسلسلات مؤكدة من الحلقات التلفزيونية الأخيرة كونها مذكرة بأحداث الفيلم، مثل لقطة لجثة ميساتو النازفة وأخرى لشينجي جالساً بيأس. البعض يعتقدون أن نهاية إيفانجيليون نهاية بديلة للمسلسل، ربما أُلفت لإرضاء أولئك المعجبين المستائين من نهاية المسلسل التلفزيوني. قال تسوروماكي بأنه أحس بأن المسلسل كان كاملاً كما كان.

## الإصدار
أُصدر نهاية إيفانجيليون في البداية على قرص ليزري في اليابان. تضمن أيضاً الإصدار الأول لنسخ الفيديو للحلقات 21-24. قُسم الفيلم إلى حلقتين ب40 دقيقة لكل واحدة مع مقدمات وجيزة (مثل الحلقة 22)، ائتمانات معدلة (لكل حلقة بدل الائتمانات لكلتيهما بين الحلقتين)، لوحات نصية لقطية معاد عملها (مظهرة «نيون جينيسيس إيفانجيليون الحلقة...» عوضاً عن «نهاية إيفانجيليون الحلقة...») وقسم معاينة الحلقة التالية للحلقة 25'. النسخة الحلقاتية من الفيلم كانت في القرصين الأخيرين من إصدار القرص الليزري للمسلسل (جينيسيس 0:13 أو 0:14 بالترتيب)، كل واحد يحتوي على حلقتين (حلقات المسلسل الأصلي وحلقتا نهاية إيفانجيليون الجديدتان بالترتيب)، بالرغم من أن الفيلم قد أُصدر أيضاً في هيأته السينمائية الأصلية على في إتش إس، القرص الليزري، ولاحقاً الدي في دي. سُلسِل السيناريو في 4 إصدارات من مجلة دراغون ماغازين من أغسطس 1997 إلى يناير 1998.
في 2006، عُرض نهاية إيفانجيليون مسرحياً كجزء من مهرجان طوكيو السينمائي الدولي في أكيهابارا.

### كتاب الصليب الأحمر
كتاب الصليب الأحمر (كما هو معروف بشكل غير رسمي، لوجود صليب القديس جرجس الأحمر الكبير على غلافه) كان كتيباً بحجم A4 بيع في دور السينما خلال إصدار نهاية إيفانجيليون. أُلف الكتاب من قبل غايناكس وعاملي إنتاج عديدين من مسلسل وأفلام إيفانجيليون، مع مقابلة مع تسوروماكي، قائمة ممثلي الأصوات ومقالات موجزة من تأليفهم عن شخصياتهم الخاصين بهم، مسودات سيرية قصيرة، تعليق على المسلسل التلفزيوني وإنتاج الأفلام، قسم «ملاحظات» يغطي وضع الأفلام، وقاموس مصطلحات مستخدمة في المسلسل التلفزيوني، والمانغا، والفيلمين. أُهمل كتاب الصليب الأحمر من إصدار مانغا إنترتينمنت بسبب قضايا حقوق النشر. مع ذلك، تُرجم الكتاب من قبل معجبي السلسلة.

### التوزيع
إيه دي في فيلمز، مالك حقوق المنطقة 1 وموزع مسلسل نيون جينيسيس إيفانجيليون التلفزيوني، رفض ترخيص نهاية إيفانجيليون والأفلام المرتبطة، مع «[دفع] مانغا إنترتينمنت حسب ما ورد قرابة مليوني دولار» من أجل الحقوق. ممثلة الصوت أماندا وين-لي كتبت نص الفيلم لكلتا النسختين المترجمة والمدبلجة (بالاعتماد على ترجمات ساتشوشي أوشيدا وماري كامادا) وأنتجت وأدارت الدبلجة. كان طاقم التمثيل مكوناً بشكل رئيسي من ممثلي الأصوات مقتصين أدوارهم من دبلجة إيه دي في للمسلسل التلفزيوني، مع أدوار داعمة متعددة لأن الممثلين الأصليين لم يكونوا متاحين. لاستيعاب ممثلي الأصوات الساكنين في أجزاء متعددة من الولايات المتحدة، سُجلت الدبلجة في ثلاث أماكن: لوس أنجلوس، هيوستن، ومدينة نيوريورك.
إصدار الدي في دي الأمريكي الشمالي ميز 6.1 دي تي إس، 5.1 دولبي، ومسار ستيريو جديد ممزوج التنازيل من 6.1 لكلتا اللغتين (رزم الدي في دي تدعي أنها عُدلت ليس بأقل من ثلاث مرات). بعض التغييرات الابتداعية جُعلت في مسار الصوت الإنجليزي للفيلم، بما فيها بعض الحوارات والمؤثرات الصوتية الإضافية. إضافة إلى هذه التبديلات، سطر هام من التوضيح من قبل ميساتو لشينجي بشأن العلاقة بين آدم وليليث أُخطئت ترجمته بشكل بليغ.
في نقاش دبلجة الفيلم الإنجليزية، مايك كراندول من شبكة أخبار الأنمي مصمماً على أن «الأداءات القوية بشكل ملحوظ للممثلين الأساسيين تظلل العمل الصوتي الأضعف حالياً»، إلا أن انتقد النص كونه «ممثَلاً بتمادِ قليلاً» في بعض الأجزاء. أشاد كراندول بالاستبدال الأخير بين شخصيتي سبايك سبنسر (شينجي) وأليسون كيث (ميساتو) كـ«أحد أجمل الأداءات الصوتية المزينة لأنمي».

#### نهاية إيفانجيليون: التجديد
أُصدرت نسخة جديدة من نهاية إيفانجيليون في 25 يونيو 2003 في اليابان من قبل ستارتشايلد وكينغ ريكوردز كجزء من مجموعة صندوق تجديد إيفانجيليون (التي جمعت «نسخ جديدة معاد إتقانها رقمياً لحلقات المسلسل التلفزيوني ال26، 4 حلقات مجددة للقرص الليزري، و3 مميزات سينمائية» وكذلك «قرص إضافي مع مواد لم-تُر-من-قبل»).
هذه النسخة من الفيلم تضم الفيلم «الخلاصة» إيفانجيليون: الموت والنهاية مع حذف قسم البعث من الفيلم الأول. أيضاً، في القرص الإضافي المذكور سابقاً توجد لقطة مشهد محذوف لم يُصدر سابقاً في حركة حية مع ممثلات الصوت ميغومي هاياشيبارا، يوكو ميامُرا، وكوتونو ميتسويشي يمثلن شخصياتهن، 10 سنوات بعد أحداث إيفانجيليون. في هذه الاستمرارية، شينجي غير موجود وأسكا في علاقة جنسية مع توجي سوزوهارا. المشهد يُتخم بصوت رجل (يُحتمل أنه شينجي) يقول، «هذا ليس هو، أنا لست هنا،» مثبتاً أنها حقيقة خاطئة شوهدت خلال عينيه. أعلنت مانغا إنترتينمنت في 2006 أنهم «استبعدوا العقود» لإصدار نسخ التجديد من الموت والبعث ونهاية إيفانجيليون في السنة التالية، إلا أن حقوقهم للفيلم قد انتهت.

## الاستقبال

### ردات الفعل الأولية
فاز الفيلم بجائزة الأنمي الكبرى من أنيميج في 1997 وجائزة اليابان الأكاديمية لـ«أكبر إحساس عام في السنة»؛ وأُعطي «جائزة اختيار الجمهور الخاص» من أنيميشن كوبه 1997. إكس.أورغ صنف الفيلم في 1999 كخامس أفضل 'العروض طوال الوقت' (مع احتلال المسلسل التلفزيوني للمركز #2).
في اليابان، بين إصداره وأكتوبر 1997، جنى نهاية إيفانجيليون 1.45 بليون ين. كتب رسام المانغا نوبوهيرو واتسوكي:
| نهاية إيفانجيليون | قبل فترة قصيرة، رأيت أخيراً النسخة السينمائية من إيفانجيليون (أكتبها في أغسطس). كان واضحاً أن الذين ابتكروها لم يحبوا القصة ولا الشخصيات، لذا فأنا مستاء قليلاً. لكن الدرامية، والحركة، والتحرير كانت رائعة. عندما قادت إلى سمينار التطوير الذاتي، كدت أن أنخدع لوهلة. لا أعلم إن كان معظم الناس استمتعوا به، لكن ككاتب، استطعت أن آخذ شيئاً منه للمنزل. | نهاية إيفانجيليون |

نيوتايب أمريكا وصفت الفيلم كـ«ملحمة من الخداع». انتقدت أيضاً مظاهر الفيلم «الأكثر توراتية، ميلودراما المراهقة والأبوبة السيئة» وأنه «بالنسبة لبعض المشاهدين المحبطين، فهذه الديفيديات قد تجلب 'الاصطدام الرابع' ضارباً بهذه الديفيديات عرض الحائط.» الرئيس التنفيذي لشركة مانغا إنترتينمنت مارفن غليتشر انتقد انتقاد نيوتايب كونه «متحيزاً وقليل الاحترام» ونتاجاً «سطحياً ومبتذلاً للجهل ونقص في الأبحاث».
الكثير من الانتقادات ركزت على إنتاج الصوت-الصورة؛ لايت آند ساوند افتتحت بأن «التماسك الروائي يبدو قلقاً أقل بالنسبة لصانعي الفيلم من إطلاق هجوم صوتي-مرئي مستمر. الصور المشكالية للحظة انقلب إلى حركة حية للذروة المحيرة...»، تقييم رُدد من قبل الناقد مارك شيلينغ. مايك كراندول من شبكة أخبار الأنمي أعطى الفيلم تقديراً ناجحاً بشكل عام ووصفه كـ«أعجوبة مرئية». وصف إصدار الدي في دي كـ«حقيبة مخلوطة»، معبراً عن الاستياء من تقديم الفيديو «الغير ملحوظ» والنقص العام في الأدوات الإضافية. ديفيد أوزوميري من كومكس ألاينس لخص الفيلم كـ«عربدة مظلمة ووحشية ومهلوسة من الجنس والعنف التي بلغت أوجها في الانقراض الشامل للبشرية مضبوطة بأغنية جي-بوب متفائلة بكلمات عن الانتحار.» صرح أوزوميري أيضاً أن «مواضيع [نيون جينيسيس إيفانجيليون] تنتقد الجمهور كونهم ضعفاء الشخصية وضائعين في عالم خيال كانوا صاعدين حتى 11، بينما البطل شينجي ببساطة يراقب الجميع يموتون بسبب رفضه القيام بأي مجهود مهما يكن للاتصال مع البشر الآخرين.»

### إعادة التقييم
في مقال لمجلة سلانت ماغازين، أبدى الكاتب مايكل بيترسون رأيه بحيث أن «قوى أنّو المرئية كمخرج لم تبرز حتى ظهور فيلم نهاية إيفانجيليون». لاحظ أن «أنّو، مثل ديفيد لينش، يمتلك مهارة في ضبط لقطاته، واستعمال اللون المناسب، لخلق تركيبات مرئية تبرز ليس فقط كجميلة في سياق القصة، ولكن أيضاً كصور فردية، جودة تصويرية طبقها بعد ذلك على عمله. عندما يضبط أنّو صورة، تصير قوة تلك الصورة بالتحديد أداة يمكنه الرجوع إليها من أجل استجابة عاطفية وفكرية فوريتين.»
كارلوس روس من ذيم أنمي ريفيوز قارن نغمة الفيلم بـمشروع الساحرة بلير حيث فكك الفيلم المسلسل بينما «يصرف» عليها. كان انتقادياً خاصة للنصف الثاني من الفيلم بأكمله بقوله:
| نهاية إيفانجيليون | النصف الثاني من الفيلم غير مترابط ومتبلد الحس حيث فقد بالكامل الجمهور التياري (وفي الواقع، أي جمهور فعلياً) اجتذبه هذا المسلسل من قبل. يتجاوز فنون الفيلم والأنمي. وبفعل ذلك، يتخطى قدرة الجمهور على فهمه والاستمتاع به، حيث هزم هدف الشيء المسمى فناً." | نهاية إيفانجيليون |

شيلينغ انتقد الفيلم كأكثر من تفكيك، ولكن كمحاولة توحيد المحيط:
«رغم الكم الكبير من الشخصيات، القصة الممتدة عبر العقود، ووفرة من رطانة القرن الحادي والعشرين، المستعار أغلبها من مصادر مسيحية قديمة، فالفيلم بشكل أساسي حلقة باور رينجرز: أي، مراهقون خارقون يقودون آلات كبيرة وقوية وينقذون العالم من الوحوش. رأينا ذلك كله من قبل. ما لم نره، مع ذلك، هو الطريقة التي ينطلق فيها الفيلم ذهاباً وإياباً خلال الزمان، يصطدم بتبديلات روائية ويومض نصاً تأويلياً، بحروف صينية بحجم لوحة إعلانات، بسرعة تذهل العقول. إنه فانتازمورغيا تتخطى الفهم السهل، بينما تنتج سحراً منوماً. أثناء المشاهدة، يصير الشخص جزءاً من تيار بيانات الإعلام للفيلم.
شين سيكي إيفانجيليون تتطلع، نحو تكامل لكل الوسائل الإعلامية المشهورة - التلفاز، المانغا، الأفلام، وألعاب الفيديو - في أشكال جديدة فيها التمييز بين الحقيقة والظاهر، المشاهِد والمشاهَد، الإنسان والآلة، يصير ضبابياً وأخيراً يتوقف عن الاهتمام. أيها العالم الجديد، الذي يملك رسوم متحركة كهذا.»
كريس بيفيردج من مانيا.كوم وصف الفيلم «كال[عمل] على العديد من المستويات»، لكن نبه على أنه ليس معنياً أن يُشاهَد بدون مشاهدة بقية المسلسل.
رغم الانتقادات المخلوطة الأولية، صُنِّف نهاية إيفانجيليون بتكرار بين أعظم أفلام الأنمي. باتريك ماسياس من طوكيوسكوب صنفه كأحد أفضل 10 أفلام لديه، وفيلم الأنمي الأفضل في تسعينات القرن العشرين؛ مجلة الأفلام CUT صنفته الثالث على قائمتها لأفضل 30 فيلم أنمي.

## وصلات خارجية
- نهاية إيفانجيليون على موقع IMDb (الإنجليزية)
- نهاية إيفانجيليون على موقع روتن توميتوز (الإنجليزية)
- نهاية إيفانجيليون على موقع نتفليكس (الإنجليزية)
- نهاية إيفانجيليون على موقع ألو سيني (الفرنسية)
- نهاية إيفانجيليون على موقع أول موفي (الإنجليزية)
- نهاية إيفانجيليون على موقع فيلمافينيتي (الإسبانية)
- نهاية إيفانجيليون على موقع قاعدة بيانات الفيلم (الإنجليزية)
- نهاية إيفانجيليون على موقع ليتربوكسد (الإنجليزية)
- نهاية إيفانجيليون على موقع كينوبويسك (الروسية)
- نهاية إيفانجيليون على موقع ميوزك برينز (الإنجليزية)
- أسئلة وأجوبة على إيفا أوتاكو
- نهاية إيفانجيليون
- نيون جينيسيس إيفانجيليون: نهاية إيفانجيليون (أنمي) في شبكة أخبار الأنمي
- «اقتصاد اللغة البصرية: نيون جينيسيس إيفانجيليون»، مجلة سلانت